# Tom, Dick i Harry
Tom, Dick i Harry (títol original: Tom, Dick and Harry) és una pel·lícula de comèdia de 1941 dirigida per Garson Kanin, escrita per Paul Jarrico i protagonitzada per Ginger Rogers, George Murphy, Alan Marshal, Phil Silvers i Burgess Meredith. Va ser estrenada per RKO Radio Pictures. Està doblada al català.
Rogers estava treballant en la pel·lícula quan va rebre l'Oscar com a millor actriu per la seva actuació de 1940 a Miratge d'amor. Va ser la seva primera pel·lícula estrenada després del seu premi Oscar.
Va ser reversionada com The Girl Most Likely (1957), un musical que també va ser l'última pel·lícula estrenada per RKO.

## Argument
La Janie és una operadora telefònica i una somiadora. El seu desig més estimat és aconseguir un marit ric. Té un xicot, en Tom, un venedor de cotxes, que vol casar-se, la qual cosa fa que la Janie somiï amb com seria la seva vida junts.
Escoltant una trucada telefònica de llarga distància entre el solter més ric de la ciutat, en Dick Hamilton, i la noia amb la qual ha sortit, la Janie demana el desig de conèixer-lo. Quan un cotxe car s'acosta al seu costat en aquell instant, la Janie s'ho pren com el seu desig s'ha concedit. Resulta que és el mecànic de garatge, en Harry, que el condueix per ser reparat.
En Harry s'enamora immediatament de la noia. Passa temps amb la Janie, li fa un petó i li proposa matrimoni. La Janie s'ho repensa i ara somia amb ser la dona d'un mecànic.
Desconnectant una trucada, la Janie provoca una baralla entre en Dick i la seva noia. Ella acaba trobant-se en Dick i enamorant-se d'ell. En Tom i en Harry l'esperen, la qual cosa porta la Janie a declarar que està compromesa amb tots tres. Un somni de ser la dona rica de Dick fa que ella el triï, però a l'últim moment, un petó d'en Harry li fa canviar d'opinió per darrera vegada.

## Repartiment
- Ginger Rogers com Janie
- George Murphy com Tom
- Alan Marshal com Dick
- Burgess Meredith com Harry
- Phil Silvers com venedor de gelats
- Jane Seymour com mare
- Lenore Lonergan com Butch (germana de Janie)

## Recepció
La pel·lícula va obtenir un benefici de 234.000 dòlars.